# Liu Jiayu
Pour les articles homonymes, voir Liu.
Dans ce nom chinois, le nom de famille, Liu, précède le nom personnel.
Liu Jiayu (chinois simplifié : 刘佳宇 ; chinois traditionnel : 劉佳宇 ; pinyin : Liú Jiāyǔ), née le 17 septembre 1992, est une snowboardeuse chinoise spécialisée dans les épreuves de half-pipe. Elle est médaillée d'argent aux Jeux olympiques d'hiver de 2018.

## Biographie
Liu Jiayu fait ses grands débuts en compétition à l'occasion des championnats du monde de snowboard 2007 d'Arosa en Suisse où elle se classe 23e dans l'épreuve de half-pipe le 20 janvier. Alignée dans une épreuve « FIS Race » la semaine suivante à Changchun, elle termine 3e et peut alors prendre part à la coupe du monde de snowboard.
Dès sa première épreuve de coupe du monde, elle est sur le podium avec une seconde puis une troisième place à Calgary le 2 et 3 mars 2007. Sa saison 2007 est ponctuée par une septième place au classement de la coupe du monde dans l'épreuve du half-pipe.
Lors de la saison 2008, Liu Jiayu s'affirme comme l'une des prétendantes au globe de cristal du half-pipe. Régulière tout au long de la saison, elle remporte ses deux premières épreuves de coupe du monde, la première à Sungwoo et la seconde à Calgary, précédée d'une victoire en coupe d'Europe à Saas Fee. Lors des six épreuves auxquelles elle a participé en coupe du monde 2008, elle remporte donc deux victoires et quatre places d'honneur (trois fois 4e et une fois 5e). Grâce à ses excellentes performances, elle termine seconde au classement du half-pipe derrière la Suissesse championne du monde 2007 Manuela Pesko qui remporte son quatrième globe de cette discipline (2003, 2006, 2007 et 2008).
Elle repart lors de la saison 2009 avec les mêmes ambitions, après une quatrième place à Cardrona, elle remporte son troisième succès en coupe du monde à Saas Fee puis son quatrième début 2009 à Gujo.

## Palmarès

### Jeux olympiques d'hiver
- Médaille d'argent aux Jeux olympiques d'hiver de 2018.

### Championnats du monde de snowboard
- Médaille d'or aux Championnats du monde de snowboard 2009.
- Médaille de bronze aux Championnats du monde de snowboard 2011.

### Coupe du monde de snowboard
- 1 petit globe de cristal :
  - Vainqueur du classement half-pipe en 2009.
- 24 podiums dont 11 victoires.